# Daundre Barnaby
Daundre Barnaby, né le 9 décembre 1990 à Saint Ann's Bay (Jamaïque) et mort le 27 mars 2015 à Saint-Christophe (Saint-Christophe-et-Niévès), est un athlète canadien d'origine jamaïcaine, spécialisé dans le 400 m.

## Biographie
Il est devenu Canadien en 2012 et a participé aux Jeux olympiques de Londres la même année, finissant sixième de sa série. Sa meilleure performance personnelle est de 45,47 s, réalisée le 23 mai 2013 à Greensboro.
Il meurt noyé dans l'océan pendant un camp d'entraînement à Saint-Christophe-et-Niévès.